# صالح عبد الله علي السنباني
صالح عبد الله علي السنباني برلماني يمني، عضو في مجلس النواب، عضو لجنة التعليم العالي و الشباب و الرياضة، عن الدورة البرلمانية 2003-2009 والكتلة البرلمانية لنواب حزب التجمع اليمني للإصلاح عن الدائرة الانتخابية رقم (15) بأمانة العاصمة صنعاء.

## فترة المجلس
طالع أيضاً مجلس النواب اليمني
باتفاق سياسي تمددت فترة المجلس لمدة عامين وتمددت لمدة عامين آخرين حتى 2013 حسب اتفاق المبادرة الخليجية. ولكن نظراً للأزمة السياسية المستمرة منذ ذلك العام واندلاع الحرب القائمة منذ 2015 لم يتسنى انتخاب مجلس نواب جديد، ولا تزال الشرعية متجسدة في المجلس المنتخب عام 2003 حتى اليوم.

## نبذة تعريفية
ولد صالح عبد الله علي السنباني 3 أبريل 1957 في عزلة عنس منطقة سنبان بمحافظة ذمار. تحصل على بكالريوس كيمياء فيزياء من جامعة صنعاء عام 1984 ودكتوراه في علم النفس في برمنجهام بريطانيا 1999،

## مناصب وأدوار
- عمل مدرساً للمراحل الابتدائية أثناء دراسته للثانوية في صنعاء.
- مؤسس وأول رئيس للاتحاد العام لطلاب اليمن 1980.
- رئيس تحرير صحيفة الإرشاد التابعة لوزارة الاوقاف 1985.
- كاتب صحفي وكان له عمود في جريدة الصحوة.
- أحد المشاركين في صياغة دستور الجمهورية اليمنية عام 1991.
- قيادي بارز في حزب الإصلاح وعضو مجلس الشورى فيه وامينه العام المساعد في أمانة العاصمة.
- عضو مجلس أمناء وجلس إدارة العديد من الجمعيات والمؤسسات الاجتماعية الخيرية المحلية والدولية.
- أستاذ مشارك في جامعة صنعاء كلية التربية قسم علم النفس التربوي، ناقش وأشرف على العشرات من رسائل الدكتوراه والماجستير في القسم وله العديد من الأبحاث التي نشرت في مجلات عالمية حديثاً.
- عميد التعليم العالي والفروع للجامعة اليمنية.
- عضو مجلس النواب عن الدائرة 15 بأمانة العاصمة منذ العام 2003؛ ونائب رئيس لجنة التعليم العالي في المجلس وكان له دور بارز في حل مشاكل المبتعثين حيث ترأس عدة لجان قام بها قبيل العام 2013.
- له دور بارز في حل العديد من القضايا الهامة وترأس عدة لجان لحل قضايا تابعه للدولة.

## الهجرة
خرج من صنعاء عام 2015 بعد عدة تهديدات بالتصفية الجسدية هو وبعض أفراد أسرته وتم اقتحام منازله عدة مرات ونهب بعض محتوياتها.
تم مصادرة منازله وطرد والدته ومن تبقى من أسرته في 9 مارس 2020 بعد إدراج اسمه في قائمة تضم 35 برلماني حُكم عليهم بالإعدام من قبل محكمة صنعاء التابعة للحوثيين.

## الوفاة
توفي في 31 مايو 2020 بالعاصمة السودانية الخرطوم متأثراً بإصابته بفيروس كورونا المستجد «كوفيد-19».

## الحالة العائلية
هو أبٌ لأربعة من الأولاد وستٍ من البنات.